# Cadete Kelly
Cadete Kelly é um filme original do Disney Channel de 2002, estrelado por Hilary Duff. Ele estreou no canal com 7.8 milhões de telespectadores. É o segundo papel de Duff como protagonista em um filme, sendo seu primeiro, Gasparzinho e Wendy.

## Enredo
O enredo do filme envolve Kelly, uma garota hiperativa e livre de espírito do oitavo ano cuja mãe se casou com o Brigadeiro General Joe "Sir" Maxwell (interpretado por Gary Cole). Quando seu novo padrasto se torna comandante de uma escola militar, Kelly se matricula lá porque é a única escola da região. Primeiramente, Kelly tem dificuldades de se acostumar e respeitar as regras dos agentes superiores, especialmente do Cadete Capitão. Jennifer Stone interpretada por Christy Carlson Romano, que gosta de um colega estudante chamado Cadete Major Brad Rigby interpretado por Shawn Ashmore. Eles chegam ao ponto de serem levados ao tribunal e vendo Kelly condenada a brilhar os uniformes da equipe militar, um time que ela olhou de cima, vendo os como robôs. No entanto, ela gosta deles e tenta entrar. Faz o time militar e até ajuda a escola ganhar o segundo lugar na competição militar regional.
Durante a competição, seu pai, que prometeu estar presente, é ferido durante um tiroteio de fotos, no qual ele caiu da borda do precipício. Kelly e Sir deixam a competição quando o pai de Kelly liga em seu celular dizendo que eles são sua "salvação." Eles encontram e o resgatam, mas pelo tempo de Kelly voltar para a competição, são estabelecidos por apenas cinco pontos. Conseguem o segundo lugar.

## Elenco
- Hilary Duff como Kelly Collins
- Christy Carlson Romano como Jennifer Stone
- Gary Cole como Joe Maxwell
- Andrea Lewis como Carla
- Shawn Ashmore como Brad Rigby
- Aimee Garcia como Gloria
- Sarah Gadon como Amanda
- Linda Kash como Samantha
- Nigel Hamer como Adam
- Avery Saltzman como Kevin
- Joe Matheson como General Archer
- Beverlee Buzon como Grace
- Dalene Irvine como Marla
- Christopher Tai como Oficial Sr. Cadete
- Josh Wittig como Corneteiro Cadete
- Edie Inksetter como Professor Math
- Stewart Arnott como Capitão Lawrence
- Desmond Campbell como Lt. Col. Roos
- Tim Post como Col. Mikkelson
- Martin Roach como instrutor Drill
- Ashley Leggat como Dançarina
- Steve Bryan como Performance de Fundo

## Produção
As primeiras cenas na escola foram feitas no Robert Land Academy, uma escola militar no Canadá. Outras cenas também foram filmadas no St. Andrew's College, uma escola particular em Ontário, Canadá. O conselheiro militar do filme, St. Andrew Long, treinou os atores, testando-os muitas vezes com ensaios reais de combate. 